# قيصوم ألفي الأوراق
القيصوم الألفي الأوراق أو الحَزَنْبَل أو الأخلية ذات الألف ورقة أو أخيليا (باللاتينية: Achillea millefolium) هو نبات عشبي معمّر يتبع جنس القيصوم من الفصيلة النجمية أصله من نصف الكرة الأرضية الشمالي.

## الوصف
نبات عشبي ذو ساق منتصبة ارتفاعها 20–80 سم، هي نبتة أوراقها كثيرة ومنقسمة لأقسام كثيرة. للقيصوم أزهار متعددة الألوان منها الأبيض وزهرية لديها أقراص بيضاء.

## الموئل والانتشار
موطنها كل أوروبا والقوقاز.
شائع في أوروبا وآسيا، كما انتشر في القارات الأخرى.

## البيئة
ينمو في السهول وعلى أطراف الغابات وبين الشجيرات وأحيانا في جوانب الطرقات والمراعي، وهي تدوم تقريبا لأكثر من سنتين وهي تزهر في فصل الصيف من منتصفه حتى نهايته.

## الزيت العطري
يحوي الزيت العطري المستخلص من القيصوم ألفي الأوراق على مادة كامآزولين في تركيبته، وهي نفسها الموجودة في زيت البابونج.

## المخاطر
بيّنت إحدى الدراسات أن خلاصة الحزنبل المائية يمكن أن تسبب اعتلالاً في إنتاج النطاف عند جرذان التجارب.